# Adam Grad
Adam Grad (ur. 10 września 1969 w Łodzi, zm. 7 lutego 2015 w Łodzi) – polski piłkarz, występował na pozycji napastnika.

## Kariera piłkarska
Piłkarską karierę rozpoczynał w klubie Energetyk Łódź, z którego w latach 80. przeszedł do ŁKS-u Łódź. W sezonie 1988/1989 trafił do pierwszego składu i 6 sierpnia 1988 zadebiutował w I lidze w spotkaniu przeciwko Pogoni Szczecin, w którym strzelił jedną z dwóch bramek dla swojego zespołu, przyczyniając się do zwycięstwa. Podstawowym zawodnikiem ŁKS-u był do 1992, wtedy odszedł do Olimpii Poznań, z którą po roku spadł do II ligi. W rundzie jesiennej sezonu 1994/1995 bronił barw tureckiego Kayserisporu, w którym rozegrał 13 meczów i zdobył w nich cztery gole.
Po powrocie do Polski ponownie występował w Olimpii Poznań, następnie zaś w Lechii/Olimpii Gdańsk, dla której strzelił swojego ostatniego gola w I lidze. Uczynił to 8 listopada 1995 zdobywając bramkę w wygranym 4:2 spotkaniu przeciwko ŁKS-owi. Ostatni raz w najwyższej polskiej klasie rozgrywkowej wystąpił w barwach Sokoła Tychy – 17 sierpnia 1996 zagrał od 55. minuty (zastąpił Krystiana Szustera) w pojedynku przeciwko Odrze Wodzisław Śl..
Adam Grad kontynuował następnie swoją karierę w Aluminium Konin, Astrze Krotoszyn, Pelikanie Łowicz, Karkonoszach Jelenia Góra, Unii Skierniewice i MKS-ie Mława. Wiosną sezonu 2000/2001 oraz częściowo jesienią kolejnych rozgrywek reprezentował barwy ŁKS-u Łódź, w którym strzelił 15 goli. W 2001 trafił do Jagiellonii Białystok, w której należał do wyróżniających graczy – w 26 ligowych spotkaniach zdobył 10 bramek. Od 2002 był zawodnikiem Korony Kielce i również w niej dysponował wysoką skutecznością – strzelił 15 goli. Po rundzie jesiennej sezonu 2002/2003 trenował z ŁKS-em, lecz było to tylko korzystanie z gościnności łódzkiego klubu w celu poprawienia formy.
Po odejściu z Korony został graczem Pogoni Staszów. W jej barwach wiosną sezonu 2003/2004 strzelił dwa gole w III lidze – bramki zdobył w zremisowanym pojedynku ze Stalą Rzeszów oraz wygranym meczu z Hutnikiem Kraków. Pogoń opuścił latem 2004, następnie występował w Siarce Tarnobrzeg, karierę piłkarską zakończył zaś w 2007 roku będąc graczem MKS 2000 Tuszyn.
Zmarł nagle w niewyjaśnionych okolicznościach w swoim domu. Pochowany na cmentarzu Doły w Łodzi (część katolicka).